# Maso douro
Espèce
Maso douro est une espèce d'araignées aranéomorphes de la famille des Linyphiidae.

## Distribution
Cette espèce est endémique du Portugal. Elle se rencontre dans le district de Bragance.

## Étymologie
Son nom d'espèce lui a été donné en référence au lieu de sa découverte, le Douro.

## Publication originale
- Bosmans, Cardoso & Crespo, 2010 : A review of the linyphiid spiders of Portugal, with the description of six new species (Araneae: Linyphiidae). Zootaxa, no 2473, p. 1-67.